# Stoermeriana omana
Stoermeriana omana is een vlinder uit de familie spinners (Lasiocampidae). De wetenschappelijke naam van deze soort is voor het eerst geldig gepubliceerd in 1988 door de Freina & Witt.
De soort komt voor in tropisch Afrika.